# FSV Trèves-Kürenz 1920
Maillots
Le FSV Trier-Kürenz est un club allemand de football localisé dans le district de Kürenz à Trèves en Rhénanie-Palatinat.

## Histoire
Après la Seconde Guerre mondiale, le club fut dissous par les Alliés, comme tous les clubs et associations allemands (voir article: Directive n°23. Rapidement reconstitué, sous la dénomination FSV Kürenz, il fut un des fondateurs de l’Oberliga Sud-Ouest, Groupe Nord. Il y joua trois saisons puis fut relégué. 
Il a désormais reculé dans la hiérarchie régionale.

## liens externes
- Site officiel du FSV Trier-Kürenz
- Archives des ligues allemandes depuis 1903
- Base de données du football allemand